# Intel 4040
Мікропроцесор Intel 4040 був наступником Intel 4004. Він з'явився в 1974 році. 4040 вироблявся за 10 мкм PMOS технологією з кремнієвим затвором, містив 3000 транзисторів і міг виконувати приблизно 60000 інструкцій за секунду.

## Розробники

Мікроархітектура i4040.

Федеріко Фаджин запропонував проєкт, сформулював архітектуру і керував розробкою. Детальний дизайн був виконаний Томом Іннесом.

## Нові функції
- Переривання
- Покрокове виконання

## Технічні параметри
- 4-bit мікропроцесор
- 740 KHz тактова частота
- 2 x 4 KB розмір пам'яті для програм
- 640 байтова адресація
- 7 рівневий стек підпрограм вглиб
- без переривання
- 4004 сумісний з об'єктним кодом[1]
- Кількість регістрів збільшена до 24
- Набір інструкцій розширено до 60 інструкцій

## Чипсет
Процесор Intel 4040 є частиною чіпсету MCS-40, який, окрім самого процесора 4040, включає в себе ПЗП та пристрій вводу/виводу 4001, ОЗП та пристрій вводу/виводу 4002, регістр зсуву 4003, стандартну пам'ять та набір інтерфейсів вводу/виводу 4008/4009, статичну оперативну пам'ять 4101, генератор тактових імпульсів 4201, стандартний інтерфейс пам'яті 4289, ПЗП та пристрій вводу/виводу 4308, ПЗП 4316 та стираний ПЗП 4702. 

## Використання
Intel 4040 використовувався в системі розробки мікрокомп'ютерів Intellec 4/40 та у вбудованих додатках. Згідно з технічним описом Intel 4040, деякі мікропроцесори могли працювати в промисловому діапазоні температур.

## Нові чипи підтримки
- 4201 — генератор тактової частоти від 500 до 740 кГц, використовуючи резонатори на частоту від 4000 до 5185 кГц
- 4308 — 1 КБ ПЗП
- 4207 — Універсальний порт виводу
- 4209 — Універсальний порт вводу
- 4211 — Універсальний порт вводу/виводу
- 4289 — Стандартний інтерфейс пам'яті (замінив 4008/4009)
- 4702 — 256 байт UV EPROM
- 4316 — 2 КБ ПЗП
- 4101 — ОЗП на 256 4-біт слів